# Pedro Ángel Palou García
Pedro Ángel Palou García (Puebla de Zaragoza, Puebla; 28 de marzo de 1966) es un escritor mexicano.

## Biografía
Hijo del escritor y cronista Pedro Ángel Palou Pérez, es autor de novelas, ensayos literarios y crónicas históricas. Pertenece a la llamada Generación del crack, junto con Ignacio Padilla, Jorge Volpi, Eloy Urroz y Ricardo Chávez Castañeda.
De formación literaria —estudió Lingüística y Literatura Hispánica en la Benemérita Universidad Autónoma de Puebla—, ha sido funcionario público, académico, profesor universitario, investigador, editor, promotor cultural. En 1991 obtuvo una maestría en Ciencias del Lenguaje en su alma mater y en 1997 se doctoró en Ciencias Sociales por El Colegio de Michoacán.
Tras su paso por el cargo de secretario de Cultura del Gobierno del Estado de Puebla con el gobernador Melquíades Morales Flores (1999-2005), fue rector (2005-2007) de la Universidad de las Américas de Puebla.
Actualmente tiene la columna Knock Out de la revista latinoamericana Poder y Negocios. Es también columnista del diario El Universal. Escritor residente y profesor visitante en Dartmouth College, fue promotor y director de la revista Revuelta, dirige la revista de cultura y pensamiento Universidad de la Benemérita Universidad Autónoma de Puebla.

## Obras

### Libros de cuento
- Música de adiós (Premiá, 1989)
- Amores enormes (Gobierno del Estado de Guanajuato, 1991) Premio Nacional de Narrativa Jorge Ibargüengoitia 1991
- Los placeres del dolor (BUAP, 1999)

### Novela
- Como quien se desangra (Tierra Adentro, 1991)
- En la alcoba de un mundo. El amor y la oscura muerte de Xavier Villaurrutia (Fondo de Cultura Económica, 1992; Seix Barral, 2017)
- Memoria de los días (Joaquín Mortiz, 1995)
- El último campeonato mundial (Aldus, 1997)
- Bolero (Nueva Imagen, 1997)
- Paraíso clausurado (Muchnik Editores, 2000)
- Demasiadas vidas (Plaza & Janés, 2001)
- Qliphoth (Editorial Sudamericana, 2003)
- Con la muerte en los puños (Alfaguara, 2003) - Premio Xavier Villaurrutia 2003
- La nómada tristeza (Emecé, 2003)
- Malheridos (Joaquín Mortiz, 2003)
- Casa de la magnolia (Mondadori, 2004)
- Quien dice sombra (Joaquín Mortiz, 2005)
- El diván del diablo (Ediciones B, 2005)
- Zapata (Editorial Planeta, 2006)
- Morelos: morir es nada (Editorial Planeta, 2007)
- Cuauhtémoc: la defensa del Quinto Sol (Editorial Planeta, 2008)
- El dinero del diablo (Editorial Planeta, 2009)
- La profundidad de la piel (Norma, 2009)
- Pobre Patria mía. La novela de Porfirio Díaz (Editorial Planeta, 2010)
- Varón de deseos, una vida de Juan de Palafox y Mendoza (Editorial Planeta, 2012)
- El impostor, la verdadera historia de Pablo de Tarso: el espía que se convirtió en Apóstol (Editorial Planeta, 2012)
- La amante del guetto (Planeta, 2013)
- No me dejen morir así (Planeta, 2014)
- Tierra roja. La novela de Lázaro Cárdenas (Planeta, 2016)
- Todos los miedos (Planeta 2018)

### Ensayo
- La ciudad crítica: imágenes de América Latina en su teoría, crítica e historiografía literarias (Editorial Universidad Pontificia Bolivariana, 1997)
- La casa del silencio: aproximación en tres tiempos a contemporáneos (Colegio de Michoacán, 1997)
- Resistencia de materiales (ensayos) (IPN, 2000)
- Escribir en México durante los años locos: el campo literario de contemporáneos (BUAP, 2001)
- Breve noticia histórica de la Biblioteca Palafoxiana y de su fundador Juan de Palafox y Mendoza y los Colegios de San Juan, San Pedro, San Pablo y San Pantaleón:  guía de visitantes (BUAP, 2002)
- 5 de Mayo 1862 (BUAP, 2007)
- Charlas de café con... José María Morelos y Pavón (Grijalbo, 2009)
- La culpa de México, (Norma, 2009)
- El clasicismo en la poesía mexicana (una indagación) (BUAP, 2010)
- Toda la noche ardió la tierra. Dignidad de las comunidades poblanas ante el invasor (Las ánimas, 2012)
- El fracaso del mestizo (Ariel, 2014)

### Relato
- Pequeño museo de la melancolía (BUAP, 1997)
- Un hombre con suerte (Lunarena, 1999)
- La naturaleza de las cosas (Libros del Bosque, 2002)

### Como editor
- Puebla: una literatura del dolor (1610-1994) (2 vols) (Secretaría de Cultura del Estado de Puebla, 1995)

### Textos escolares
- Redacción 1: pensar, clasificar, describir (Pearson 2000)
- Redacción 2: leer, escribir, investigar (Pearson, 2000)

### Infantiles
- No hacen falta alas (Gobierno del Estado de Puebla; Secretaría de Cultura del Gobierno del Estado de Puebla, Sistema Estatal para el Desarrollo Integral de la Familia, Centro de Capacitación de Música de Bandas, 2003)

## Premios y distinciones
- Premio Nacional de Historia Francisco Javier Clavijero 1998
- Becario del Fondo Nacional para la Cultura y las Artes 1990-1991
- Premio Nacional de Literatura Jorge Ibargüengoitia 1991
- Finalista del Premio Internacional Pegaso 1993 para obra publicada en Colombia
- Finalista del Premio Internacional Novedades-Diana con Memoria de los días
- Finalista del Premio Nacional de Novela José Rubén Romero 1994 con Memoria de los días
- Premio Latinoamericano de Ensayo René Uribe Ferrer. Medellín, 1996
- Finalista del Premio Internacional Novedades-1998 con En la alcoba de un mundo,
- Premio Xavier Villaurrutia de Escritores para Escritores 2003 por Con la muerte en los puños[1]
- Finalista del Premio Rómulo Gallegos con Malheridos
- Finalista del Premio Planeta-Casa de América 2007 con El dinero del diablo
- Becario de la John Simon Guggenheim Memorial Foundation para Ficción en 2011